# Spoorlijn Keulen - Gießen
De spoorlijn Köln Messe/Deutz - Gießen is een Duitse spoorlijn en is als spoorlijn 2651 onder beheer van DB Netze.

## Geschiedenis
Het traject werd door de Köln-Mindener Eisenbahn-Gesellschaft (CME) in fases geopend.:
- 1 januari 1859: Köln-Deutz – Hennef
- 15 oktober 1859: Hennef - Eitorf
- 1 augustus 1860: Eitorf - Wissen
- 10 januari 1861: Wissen - Betzdorf
- 1 juli 1861: Betzdorf - Burbach
- 12 januari 1862: Burbach - Gießen

## Treindiensten

### DB / HLB
De Deutsche Bahn (DB) en de Hessische Landesbahn  (HLB) verzorgen het personenvervoer op dit traject met InterCityExpress, RE en RB treinen.
| Serie          | Treinsoort                           | Route | Bijzonderheden |
| -------------- | ------------------------------------ | --- | --- |
| ICE 41         | InterCityExpress (DB Fernverkehr)    | [ Dortmund Hbf – Bochum Hbf – Essen Hbf – Duisburg Hbf – Düsseldorf Hbf – Köln Messe/Deutz – Siegburg/Bonn – Montabaur – Limburg Süd – Frankfurt (Main) Flughafen Fernbahnhof – Frankfurt (Main) Hbf – Aschaffenburg Hbf ] / [ Darmstadt Hbf – Frankfurt (Main) Hbf – Frankfurt (Main) Flughafen Fernbahnhof – Limburg Süd – Montabaur – Siegburg/Bonn – Köln Messe/Deutz – Düsseldorf Hbf – Duisburg Hbf – Essen Hbf – Bochum Hbf – Dortmund Hbf – Hamm (Westf) – Soest – Lippstadt – Paderborn Hbf – Altenbeken – Warburg (Westf) – Kassel-Wilhelmshöhe – Fulda ] – Würzburg Hbf – Nürnberg Hbf – München Hbf – Tutzing – Murnau – Oberau – Garmisch-Partenkirchen | Elk uur tussen Dortmund en München. Éénmaal per dag vanaf Darmstadt via Dortmund en Kassel naar München. Één trein op zaterdag door tot Garmisch-Partenkirchen. |
| ICE 42         | InterCityExpress (DB Fernverkehr)    | Münster (Westf) Hbf – Dortmund Hbf – Bochum Hbf – Essen Hbf – Duisburg Hbf – Düsseldorf Hbf – Köln Hbf – Siegburg/Bonn – Montabaur – Limburg Süd – Frankfurt (Main) Flughafen Fernbahnhof – Mannheim Hbf – Stuttgart Hbf – Ulm Hbf – Augsburg Hbf – München-Pasing – München Hbf | Eenmaal per twee uur tussen Dortmund en München. |
| 100 ICE 43     | Intercity-Express (NS International) | Amsterdam Centraal – Utrecht Centraal – Arnhem Centraal – Oberhausen Hbf – Duisburg Hbf – Düsseldorf Hbf ] / [ Hannover Hbf – Minden (Westf) – Herford – Bielefeld Hbf – Gütersloh Hbf – Hamm (Westf) – Hagen Hbf – Wuppertal Hbf ] – Köln Hbf – Siegburg/Bonn – Frankfurt (Main) Flughafen Fernbahnhof – Mannheim Hbf – Karlsruhe Hbf – Offenburg – Freiburg (Breisgau) Hbf – Basel Bad Bf – Basel SBB | Eén keer per dag tussen Amsterdam en Basel. |
| ICE 45         | InterCityExpress (DB Fernverkehr)    | Köln Hbf – Siegburg/Bonn – Montabaur – Limburg Süd – Wiesbaden Hbf – Mainz Hbf – Mannheim Hbf – Heidelberg Hbf – Wiesloch-Walldorf – Vaihingen (Enz) – Stuttgart Hbf | |
| ICE 47         | Intercity-Express (DB Fernverkehr)   | Dortmund Hbf – Bochum Hbf – Essen Hbf – Duisburg Hbf – Düsseldorf Hbf – Köln Messe/Deutz – Köln/Bonn Flughafen – Frankfurt (Main) Flughafen Fernbahnhof – Mannheim Hbf – Stuttgart Hbf – Ulm Hbf – Augsburg Hbf – München-Pasing – München Hbf | |
| ICE 49         | InterCityExpress (DB Fernverkehr)    | Köln Hbf – Siegburg/Bonn – Montabaur – Limburg Süd – Frankfurt (Main) Flughafen Fernbahnhof – Frankfurt (Main) Hbf | |
| 120/220 ICE 78 | Intercity-Express (NS International) | Amsterdam Centraal – Utrecht Centraal – Arnhem Centraal – Oberhausen Hbf – Duisburg Hbf – Düsseldorf Hbf – Köln Hbf – Frankfurt (Main) Flughafen Fernbahnhof – Frankfurt (Main) Hbf | Wordt aangevuld door de serie 100 / ICE 43. |
| ICE 79         | InterCityExpress (DB Fernverkehr)    | Brussel-Zuid – Brussel-Noord – Luik-Guillemins – Aachen Hbf – Köln Hbf – Frankfurt (Main) Flughafen Fernbahnhof – Frankfurt (Main) Hbf | Rijdt elke twee uur. |
| NJ 40420       | ÖBB Nightjet (ÖBB)                   | Amsterdam Centraal – Utrecht Centraal – Arnhem Centraal – Düsseldorf Hbf – Köln Messe/Deutz – Würzburg Hbf – Nürnberg Hbf – Regensburg Hbf – Wels Hbf – Linz Hbf – Sankt Pölten Hbf – Wien Meidling – Wien Hbf | Rijdt tussen Amsterdam en Nürnberg gekoppeld met NightJet 400.                                                                                                  |
| RE 6 (RRX)     | Regional-Express (National Express)  | Köln/Bonn Luchthaven – Köln Hbf – Neuss Hbf – Düsseldorf Hbf – Duisburg Hbf – Essen Hbf – Bochum Hbf – Dortmund Hbf – Hamm Hbf – Gütersloh Hbf – Bielefeld Hbf – Minden (Westf) | Rhein-Weser-Express |
| RE 8           | Regional-Express (DB Regio NRW)      | Mönchengladbach Hbf – Rheydt Hbf – Grevenbroich – Köln Hbf – Porz (Rhein) – Bonn-Beuel – Unkel – Koblenz Hbf | Rhein-Erft-Express |
| RE 9           | Regional-Express (DB Regio NRW)      | Aachen Hbf – Stolberg (Rheinl) Hbf – Eschweiler Hbf – Düren – Köln Hbf – Siegburg/Bonn – Hennef (Sieg) – Eitorf – Siegen | Rhein-Sieg-Express |
| RE 25          | Regional-Express (DB Regio)          | Gießen – Wetzlar – Weilburg – Limburg (Lahn) – Koblenz Hbf | |
| RE 99          | Regional-Express (HLB)               | Siegen – Dillenburg – Herborn (Dillkreis) – Wetzlar – Gießen – (Friedberg (Hess) – Frankfurt (Main) Hbf) | Main-Sieg-Express 1x per twee uur van/naar Frankfurt |
| RB 25          | Regionalbahn (DB Regio NRW)          | Köln Hansaring – Köln Hbf – Rösrath – Overath – Dieringhausen – Gummersbach – Meinerzhagen – Brügge (Westf) – Lüdenscheid | Oberbergische Bahn Köln-Engelskirchen 2x per uur, 1x per uur van/naar Lüdenscheid                                                                               |
| RB 27          | Regionalbahn (DB Regio Südwest)      | Mönchengladbach Hbf – Rheydt Hbf – Rommerskirchen – Köln Hbf – Troisdorf – Bonn-Oberkassel – Bad Honnef (Rhein) – Erpel (Rhein) – Koblenz Hbf | Rhein-Erft-Bahn |
| RB 40          | Regionalbahn (DB Regio Mitte)        | Frankfurt (Main) Hbf – Friedberg (Hess) – Butzbach – Gießen – Herborn – Wetzlar – Dillenburg | |
| RB 90          | Regionalbahn (HLB)                   | Limburg (Lahn) – Staffel – Hadamar – Wilsenroth – Westerburg – Altenkirchen (Westerw) – Au (Sieg) – Betzdorf (Sieg) – Siegen | |
| RB 95          | Regionalbahn (HLB)                   | Siegen – Haiger – Dillenburg | Sieg-Dill-Bahn |
| RB 96          | Regionalbahn (HLB)                   | Betzdorf (Sieg) – Herdorf – Neunkirchen (Kr Siegen) – (Burbach (Kr Siegen) – Würgendorf – Haiger – Dillenburg) | Hellertal-Bahn 1x per twee uur van/naar Dillenburg |
| RB 97          | Regionalbahn (Westerwaldbahn)        | Betzdorf (Sieg) – Daaden | |

### S-Bahn Rhein-Ruhr
Op deze lijn rijdt de S-Bahn, die tussen Köln Messe/Deutz en de aansluiting Steinstraße gebruikmaakt van de parallelle lijn DB 2621:
| Serie | Treinsoort            | Route | Bijzonderheden                                                                                          |
| ----- | --------------------- | --- | --- |
| S 12  | S-Bahn (DB Regio NRW) | Horrem – Köln-Ehrenfeld – Köln Hbf – Porz-Wahn – Troisdorf – Siegburg/Bonn – Hennef (Sieg) – Eitorf – Au (Sieg)                                    | Dienstregeling S12 geldig vanaf 10-12-2023                                                              |
| S 19  | S-Bahn (DB Regio NRW) | (Aachen Hbf – ) Düren – Horrem – Köln-Ehrenfeld – Köln Hbf – Köln/Bonn Luchthaven – Troisdorf – Siegburg/Bonn – Hennef (Sieg) – Eitorf – Au (Sieg) | Rijdt alleen twee keer per nacht tussen Aachen Hbf en Düren. Dienstregeling S19 geldig vanaf 10-12-2023 |

## Aansluitingen
In de volgende plaatsen is of was er een aansluiting op de volgende spoorlijnen:
Köln Messe/Deutz
DB 2621, spoorlijn tussen aansluiting Posthof en aansluiting Steinstraße
DB 2633, spoorlijn tussen Köln Hauptbahnhof en Köln Messe/Deutz
DB 2639, spoorlijn tussen Köln Hauptbahnhof en Köln Messe/Deutz
DB 2650, spoorlijn tussen Keulen en Hamm
DB 2652, spoorlijn tussen Köln Messe/Deutz en Köln-Mülheim
DB 2653, spoorlijn tussen Köln Messe/Deutz en Köln-Mülheim
DB 2654, spoorlijn tussen Köln Messe/Deutz en Köln Deutzerfeld
DB 2659, spoorlijn tussen Köln Messe/Deutz en Köln-Mülheim
DB 2668, spoorlijn tussen Köln Messe/Deutz en Köln Deutzerfeld
DB 2670, spoorlijn tussen Keulen en Duisburg
Köln-Kalk
DB 2641, spoorlijn tussen Köln Süd en Köln-Kalk Nord
DB 2660, spoorlijn tussen Köln-Mülheim en Köln-Kalk
aansluiting Vingst
DB 2667, spoorlijn tussen Köln-Kalk Nord en aansluiting Vingst
aansluiting Flughafen Nordwest
DB 2691, spoorlijn tussen aansluiting Flughafen Nordwest en aansluiting Porz-Wahn Süd
aansluiting Steinstraße
DB 2621, spoorlijn tussen aansluiting Posthof en aansluiting Steinstraße
DB 2690, spoorlijn tussen Keulen en Frankfurt
aansluiting Porz-Wahn Süd
DB 2691, spoorlijn tussen aansluiting Flughafen Nordwest en aansluiting Porz-Wahn Süd
Troisdorf
DB 2324, spoorlijn tussen Mülheim-Speldorf en Niederlahnstein
DB 2695, spoorlijn tussen Troisdorf Nord en Bonn-Oberkassel
lijn tussen Troisdorf en Zündorf
Siegburg/Bonn
DB 10, spoorlijn tussen Siegburg en Friedrich-Wilhelms-Hütte
DB 2657, spoorlijn tussen Siegburg en Olpe
DB 2690, spoorlijn tussen Keulen en Frankfurt
DB 2693, spoorlijn tussen de aansluiting Porz-Wahn Nord en Porz-Wahn
DB 2694, spoorlijn tussen de aansluiting Porz-Wahn Nord en Porz-Wahn
Au (Sieg)
DB 3032, spoorlijn tussen Engers en Au
Wissen (Sieg)
DB 2682, spoorlijn tussen Wissen en Morsbach
Scheuerfeld
DB 9278, spoorlijn tussen Scheuerfeld en Flugplatz Lippe
Betzdorf
DB 2880, spoorlijn tussen Siegen-Weidenau en Betzdorf
aansluiting Grünebach
DB 9288, spoorlijn tussen Betzdorf en Daaden
Haiger
DB 2800, spoorlijn tussen Hagen en Haiger
DB 3723, spoorlijn tussen Haiger en Breitscheid
Dillenburg
DB 3720, spoorlijn tussen Dillenburg en Ewersbach
DB 3721, spoorlijn tussen Dillenburg en Wallau
Herborn
DB 3722, spoorlijn tussen Herborn en Erdbach
DB 3953, spoorlijn tussen Niederwalgern en Herborn
Wetzlar
DB 3706, spoorlijn tussen Lollar en Wetzlar
DB 3710, spoorlijn tussen Wetzlar en Koblenz
Dutenhofen
DB 3703, spoorlijn tussen en Dutenhofen en aansluiting Gießen W277
Gießen
DB 3700, spoorlijn tussen Gießen en Fulda
DB 3701, spoorlijn tussen Gießen en Gelnhausen
DB 3702, spoorlijn tussen Gießen W232 en Gießen W3
DB 3703, spoorlijn tussen en Dutenhofen en aansluiting Gießen W277
DB 3704, spoorlijn tussen Gießen W178 en Gießen W256
DB 3900, spoorlijn tussen Kassel en Frankfurt

## Elektrische tractie
Het traject tussen Keulen en Troisdorf werd tussen 1960 en 1962 geëlektrificeerd, het traject tussen Troisdorf en Siegen werd in 1980 geëlektrificeerd en het traject tussen Haiger en Gießen werd in 1965 geëlektrificeerd met een wisselspanning van 15.000 volt 16⅔ Hz.

## Galerij

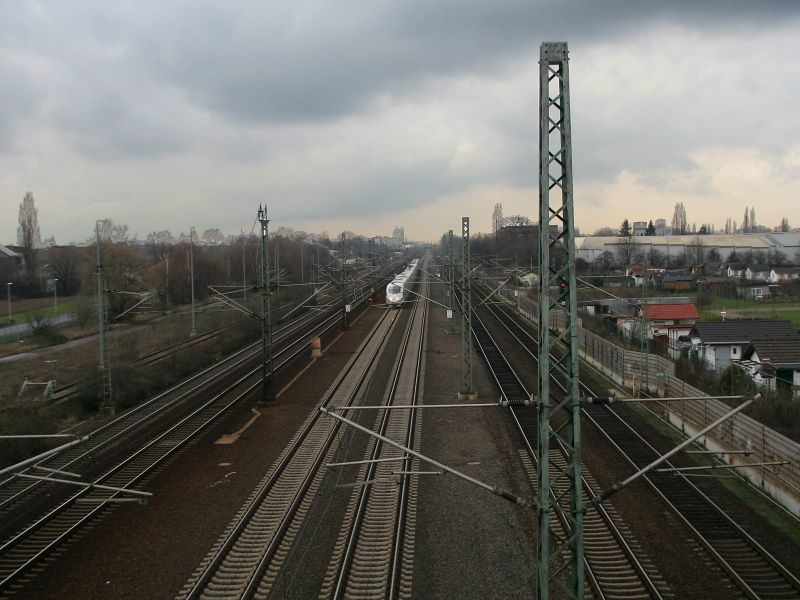
De drie parallelle lijnen bij Porz: links DB 2324, midden DB 2690 en rechts DB 2651
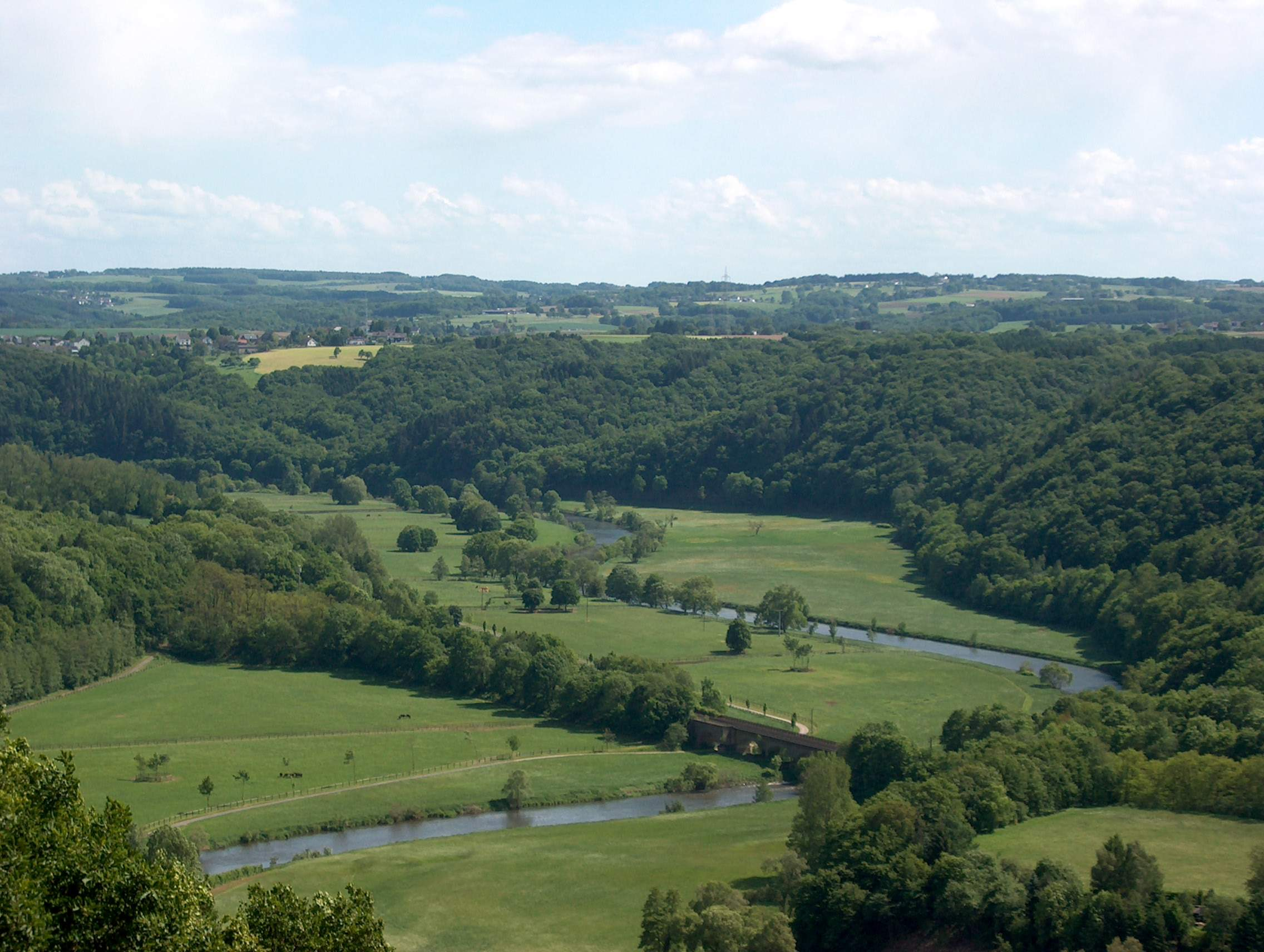
Siegdal bij Eitorf-Merten
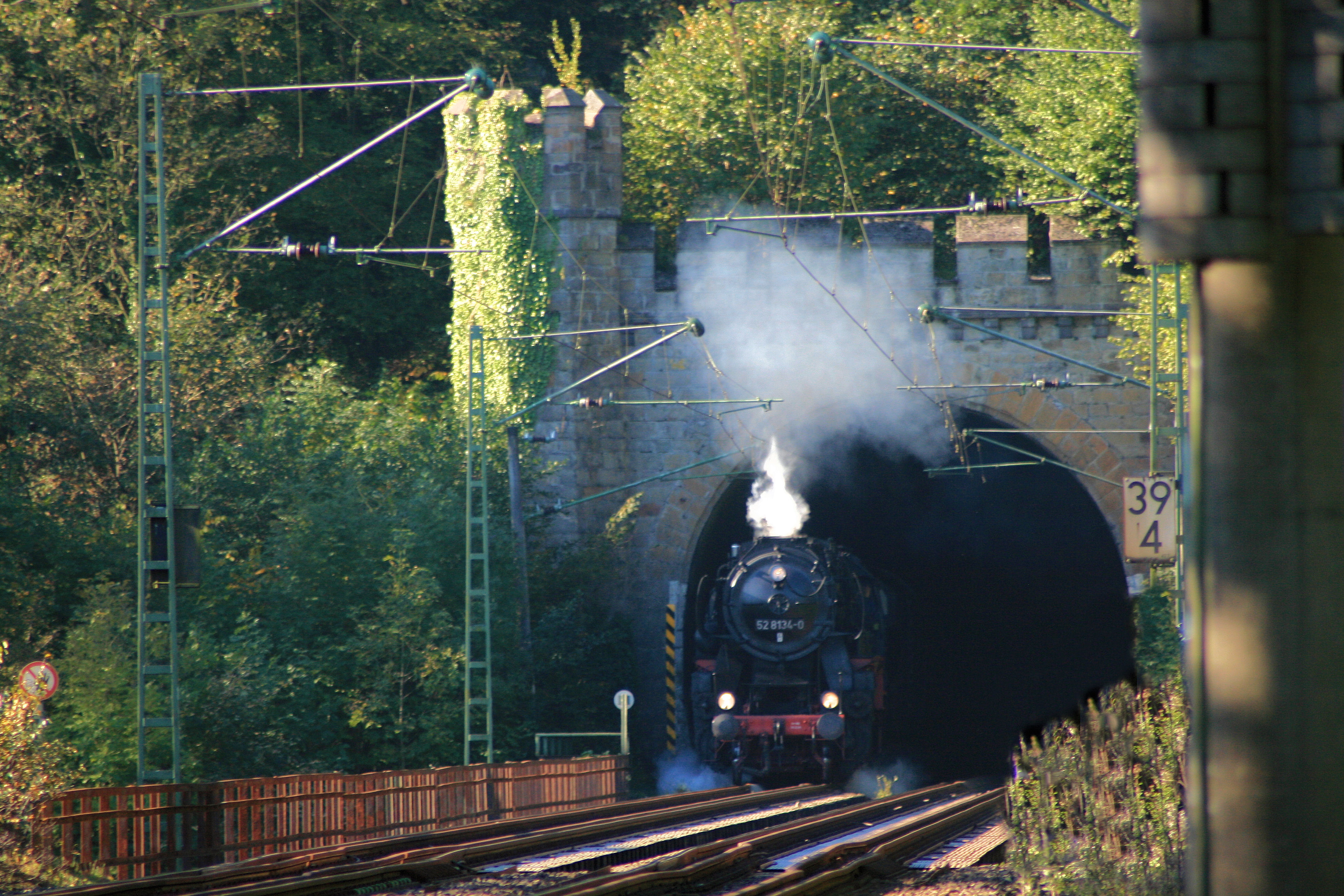
Tunnel van Merten in 2010
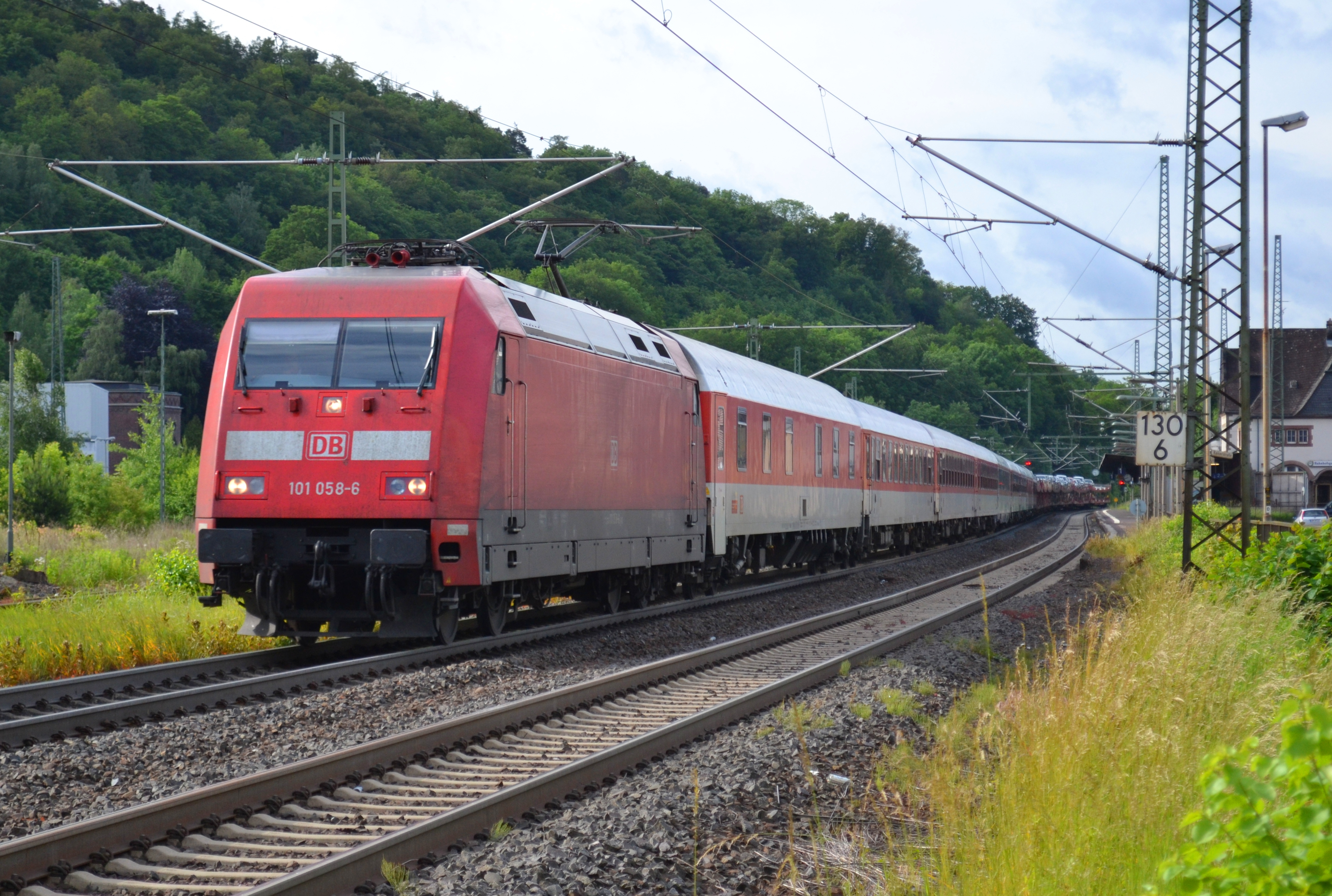
Autoslaaptrein bij Herborn in 2012